# Ernesto Ludovico di Pomerania
Ernesto Ludovico di Pomerania (Wolgast, 2 novembre 1545 – Wolgast, 17 giugno 1592) è stato un duca tedesco.
Era il terzo figlio sopravvissuto del duca  Filippo I di Pomerania-Wolgast e di Maria di Sassonia.

## Biografia
Ernesto Ludovico fu, tra l'altro, istruito da Jacob Runge e studiò presso l'Università di Greifswald e quella di Wittenberg. All'Università di Greifswald fu onorato, nel 1560, con la nomina per un anno a Rettore e nel semestre invernale del 1563 fu nominato Rettore dell'Università di Wittenberg. 
Nel 1565 visitò Francia e Inghilterra. Come terzogenito, Ernesto Ludovico, cui era stato dato dai contemporanei il soprannome der Schönste (Il più bello), aveva appena la prospettiva di subentrare nella sovranità del ducato.
Perciò egli scelse dapprima una carriera militare, che lo portò in Francia, ma non entrò in azione poiché la pace venne stipulata anzitempo. Tuttavia, in quegli anni, egli fece conoscenza del suo futuro suocero, Giulio di Brunswick-Lüneburg.
Poiché il suo prozio Barnim IX, che regnava a Stettino, non aveva eredi e anche suo fratello maggiore Boghislao XIII aveva rinunciato a subentrare nella signoria di Wolgast, Ernesto Ludovico tornò corsa.
Egli subentrò nella signoria della Pomerania-Wolgast nel 1567 insieme ai fratelli  Boghislao XIII, Giovanni Federico e Barnim X. Suo fratello maggiore Giovanni Federico aveva ricevuto la signoria a Stettino ed era inoltre tutore del fratello minore Casimiro fino alla sua maggior età, più avanti vescovo titolare della diocesi (evangelica) di Cammin.
Boghislao XIII ricevette in appannaggio la rimanente amministrazione di Barth e Franzburg, il quinto fratello Barnim quelle di Rügenwalde e Bütow.
Ernesto Ludovico rimase quindi solo nella guida del ducato di Pomerania-Wolgast nel 1569.

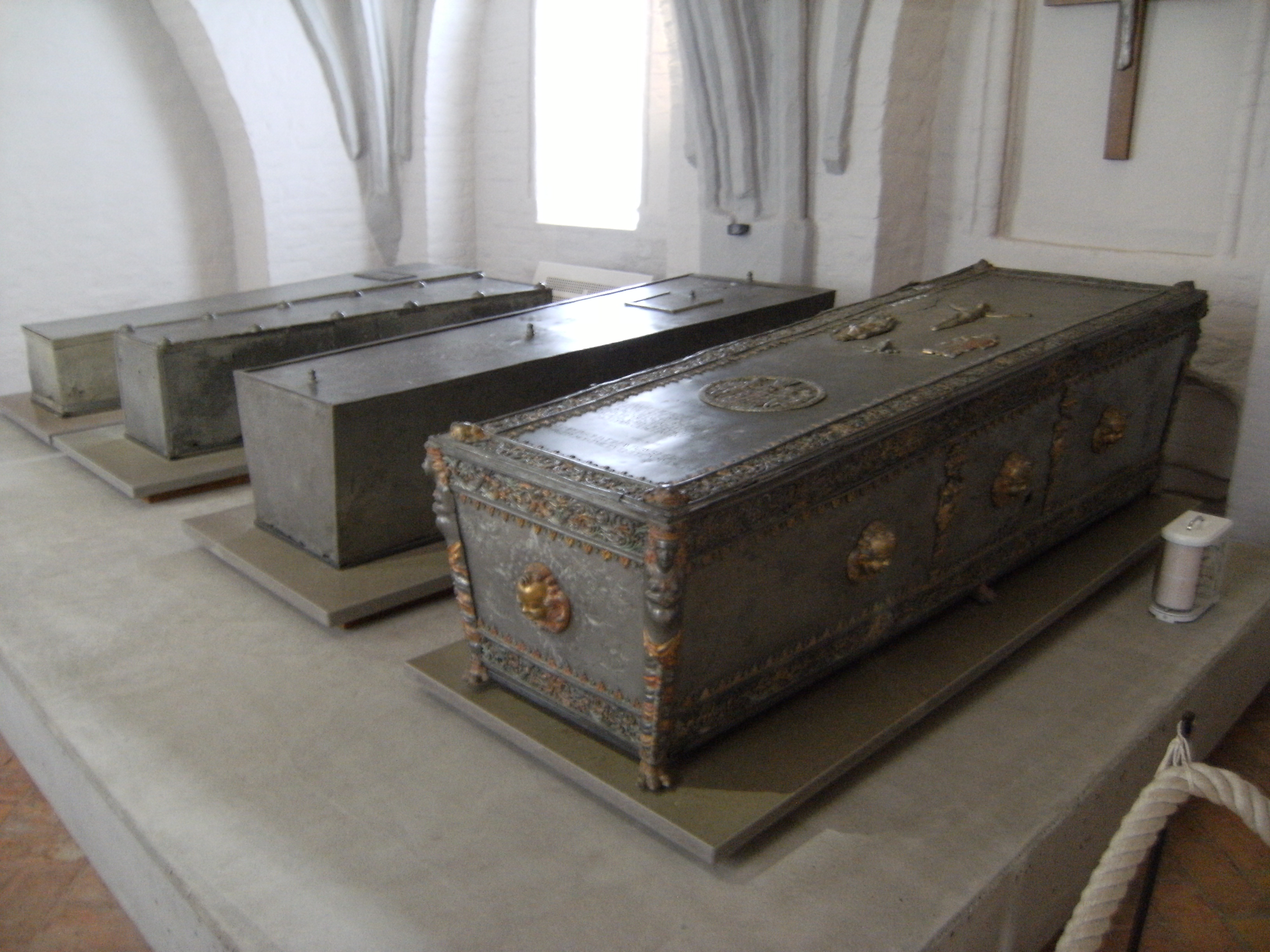
Sarcofago del duca Ernesto Ludovico (2. v. destra)

Egli fu considerato un debole governante.  Dopo il ritiro dei consiglieri Ulrich von Schwerin e Valentin von Eickstedt, che avevano a lungo condotto la politica di Wolgast, acquisì sempre più la guida, nella seconda metà del suo regno, il consigliere di camera Melchior Normann. La salute del duca era assai precaria, portandolo allo scoramento e alla malinconia.
Il suo matrimonio con la principessa del Brunswick Sofia Edvige fu descritto come irreprensibile, tuttavia la successiva tradizione volle, che dovesse esserci stato un rapporto con la nobile Sidonia von Borcke, interrotto infine in vista del processo per stregoneria e della condanna a morte di quest'ultima. Si diceva che questa avesse stregato la casa ducale a causa del rifiuto di Ernesto Ludovico.
L'improvviso decesso che colse duchi e principi verso il 1620 parve confermare queste dicerie, perciò l'allora ottantenne dama fu accusata, condannata e giustiziata.
Mentre Ernesto Ludovico non si distinse troppo politicamente, egli tenne una corte sontuosa per i tempi a Wolgast. Egli fece ampliare il castello di Wolgast, posto su un'isoletta fra l'isola di Usedom sul Peenestrom.
Sua madre fece preparare per sé nel 1574 nell'ex convento di Grobe un castello come residenza vedovile.
Parimenti egli fece ristrutturare in forma rinascimentale il castello di Loitz, residenza vedovile per la propria consorte. Entrambi gli edifici non esistono più da lungo tempo. Solo il castello di Ludwigsburg, che la sua consorte fece erigere nel 1600, è ancora in piedi.
I suoi rapporti con il fratello residente a Stettino, Giovanni Federico non furono sempre dei migliori. Quando quegli nel 1588 volle inalzare le accise per incrementare le entrate, Ernesto Ludovico si oppose.
Nel suo testamento egli nominò il secondo fratello più anziano, Boghislao tutore per la sua vedova e suo figlio, rompendo così una tradizione famigliare, secondo la quale la tutela passava al fratello maggiore, nel suo caso Giovanni Federico.

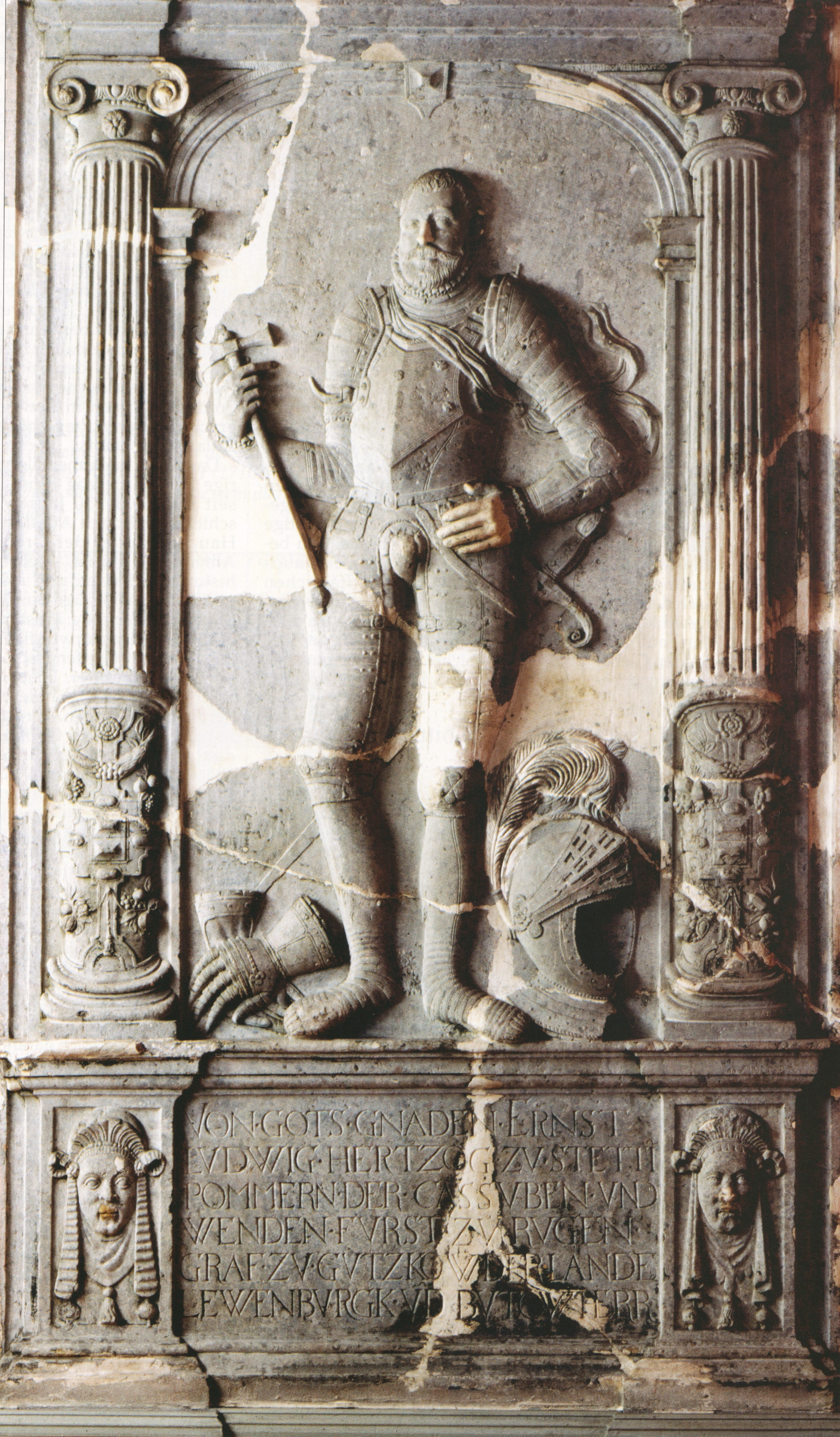
Rilievo del duca dal castello di Wolgast nell'aula dell'Università di Greifswald

Si è serbato il suo ricordo presso l'Università di Greifswald, iniziando poco prima della sua morte la costruzione di un fabbricato ad uso collegio che da lui prende il nome e sulle cui fondamenta sorse nel XVIII secolo l'attuale edificio principale dell'Università di Greifswald. Perciò si trova nell'odierna Aula dell'edificio principale, dalle rovine del castello di Wolgast, un rilievo in pietra rappresentante il duca. Già nel 1571 egli aveva dato all'Università un nuovo ordinamento. Su sua iniziativa Valentin von Eickstedt mise insieme un testo in tedesco degli Annales Pomeranie del cronista pomerano Thomas Kantzow.
Inoltre lo ricordano oggi ancora molti nomi di località nella Pomerania Anteriore.
Ernesto Ludovico morì nel 1592 e la sua salma venne inumata nella cripta eretta dal padre nella chiesa di san Pietro a Wolgast. Il suo sarcofago, così come quello della moglie e quelli dei suoi figli, venne accuratamente restaurato ed è oggi visibile in una cappella laterale della chiesa.

## Matrimonio e discendenza
Ernesto Ludovico sposò nel 1577  Sofia Edvige di Brunswick-Lüneburg, figlia del duca Giulio di Brunswick-Lüneburg. Ella sopravvisse al marito per quasi quattro decenni e morì a Loitz nel 1631. Aveva dato al marito due figlie e un figlio:
- Edvige Maria (1579 - 1606)
- Elisabetta Maddalena, che sposò il duca Federico Kettler di Curlandia e Semigallia
- Filippo Giulio (1584 - 1625), che sposò Agnese di Brandeburgo, figlia del Principe elettore Giovanni Giorgio di Brandeburgo

## Ascendenza
|                                            |                                           |                                                  | Genitori                                            |  |  | Nonni |  |  | Bisnonni                           |  |  | Trisnonni                               |  |
|                                            |                                           |                                                  |                                                     |  |  |       |  |  | Bogislaw X, VIII duca di Pomerania |  |  | Erich II, VII duca di Pomerania-Wolgast |  |
|                                            |                                           |                                                  |                                                     |  |  |       |  |  | Bogislaw X, VIII duca di Pomerania |  |  | Erich II, VII duca di Pomerania-Wolgast |  |
|                                            |                                           | duchessa Sophia von Pommern-Stolp                |                                                     |  |  |       |  |  | Bogislaw X, VIII duca di Pomerania |  |  |                                         |  |
| Georg I, IX duca di Pomerania              |                                           |                                                  |                                                     |  |  |       |  |  | Bogislaw X, VIII duca di Pomerania |  |  |                                         |  |
|                                            |                                           | principessa Anna Jagiellonka                     | Kazimierz IV, re di Polonia e granduca di Lituania  |  |  |       |  |  |                                    |  |  |                                         |  |
|                                            |                                           | principessa Anna Jagiellonka                     | Kazimierz IV, re di Polonia e granduca di Lituania  |  |  |       |  |  |                                    |  |  |                                         |  |
|                                            |                                           | principessa Anna Jagiellonka                     | principessa Elisabeth von Österreich                |  |  |       |  |  |                                    |  |  |                                         |  |
| Philipp I, I duca di Pomerania-Wolgast     |                                           | principessa Anna Jagiellonka                     |                                                     |  |  |       |  |  |                                    |  |  |                                         |  |
|                                            |                                           | Philipp, XXIX elettore e conte palatino del Reno | Ludwig IV, XXVII elettore e conte palatino del Reno |  |  |       |  |  |                                    |  |  |                                         |  |
|                                            |                                           | Philipp, XXIX elettore e conte palatino del Reno | Ludwig IV, XXVII elettore e conte palatino del Reno |  |  |       |  |  |                                    |  |  |                                         |  |
|                                            |                                           | Philipp, XXIX elettore e conte palatino del Reno | principessa Margherita di Savoia                    |  |  |       |  |  |                                    |  |  |                                         |  |
| principessa Amalie von der Pfalz           |                                           | Philipp, XXIX elettore e conte palatino del Reno |                                                     |  |  |       |  |  |                                    |  |  |                                         |  |
|                                            |                                           | principessa Margarete von Bayern-Landshut        | Ludwig IX, V duca di Baviera-Landshut               |  |  |       |  |  |                                    |  |  |                                         |  |
|                                            |                                           | principessa Margarete von Bayern-Landshut        | Ludwig IX, V duca di Baviera-Landshut               |  |  |       |  |  |                                    |  |  |                                         |  |
|                                            |                                           | principessa Margarete von Bayern-Landshut        | principessa Amalia von Sachsen                      |  |  |       |  |  |                                    |  |  |                                         |  |
| Ernst Ludwig, II duca di Pomerania-Wolgast |                                           | principessa Margarete von Bayern-Landshut        |                                                     |  |  |       |  |  |                                    |  |  |                                         |  |
|                                            | Ernst, VIII principe elettore di Sassonia | Friedrich II, VII principe elettore di Sassonia  |                                                     |  |  |       |  |  |                                    |  |  |                                         |  |
|                                            | Ernst, VIII principe elettore di Sassonia | Friedrich II, VII principe elettore di Sassonia  |                                                     |  |  |       |  |  |                                    |  |  |                                         |  |
|                                            | Ernst, VIII principe elettore di Sassonia | Margaretha von Österreich                        |                                                     |  |  |       |  |  |                                    |  |  |                                         |  |
| Johann, X principe elettore di Sassonia    | Ernst, VIII principe elettore di Sassonia |                                                  |                                                     |  |  |       |  |  |                                    |  |  |                                         |  |
|                                            |                                           | duchessa Elisabeth von Bayern-München            | Albrecht III, IV duca di Baviera-Monaco             |  |  |       |  |  |                                    |  |  |                                         |  |
|                                            |                                           | duchessa Elisabeth von Bayern-München            | Albrecht III, IV duca di Baviera-Monaco             |  |  |       |  |  |                                    |  |  |                                         |  |
|                                            |                                           | duchessa Elisabeth von Bayern-München            | duchessa Anna von Braunschweig-Grubenhagen          |  |  |       |  |  |                                    |  |  |                                         |  |
| principessa Maria von Sachsen              |                                           | duchessa Elisabeth von Bayern-München            |                                                     |  |  |       |  |  |                                    |  |  |                                         |  |
|                                            |                                           | Waldemar VI, IX principe di Anhalt-Köthen        | Georg I, II principe di Anhalt-Zerbst               |  |  |       |  |  |                                    |  |  |                                         |  |
|                                            |                                           | Waldemar VI, IX principe di Anhalt-Köthen        | Georg I, II principe di Anhalt-Zerbst               |  |  |       |  |  |                                    |  |  |                                         |  |
|                                            |                                           | Waldemar VI, IX principe di Anhalt-Köthen        | contessa Sophie von Hohnstein                       |  |  |       |  |  |                                    |  |  |                                         |  |
| principessa Margarete von Anhalt-Köthen    |                                           | Waldemar VI, IX principe di Anhalt-Köthen        |                                                     |  |  |       |  |  |                                    |  |  |                                         |  |
|                                            |                                           | contessa Margarete von Schwarzburg-Sondershausen | Günther XXXVI, conte di Schwarzburg-Sondershausen   |  |  |       |  |  |                                    |  |  |                                         |  |
|                                            |                                           | contessa Margarete von Schwarzburg-Sondershausen | Günther XXXVI, conte di Schwarzburg-Sondershausen   |  |  |       |  |  |                                    |  |  |                                         |  |
|                                            |                                           | contessa Margarete von Schwarzburg-Sondershausen | conte Margarethe von Henneberg-Schleusingen         |  |  |       |  |  |                                    |  |  |                                         |  |
|                                            |                                           | contessa Margarete von Schwarzburg-Sondershausen |                                                     |  |  |       |  |  |                                    |  |  |                                         |  |